# Zoë Tauran
Zoë Tauran (* 31. März 1997 in Roden) ist eine niederländische Sängerin.

## Karriere
Zoë Tauran, deren Familie von den Molukken stammt, wuchs in einer musikalischen Familie auf. In ihrer frühen Karriere nahm sie als Teil der Girlgroup „TP4Y“ an „Holland’s Got Talent“ teil sowie als Solokünstlerin bei „The Voice Kids“. Mit „TP4Y“ erhielt sie einen Plattenvertrag und war bis zur Auflösung 2018 Teil der Formation.
Im Mai 2022 veröffentlichte sie ihre erste Solosingle „Solo“, mit der sie die Top 40 in den Niederlanden erreichte. Noch im gleichen Monat erschien ihr selbstbetiteltes Debütalbum.

## Diskografie

### Alben
| Jahr | Titel Musiklabel            | Höchstplatzierung, Gesamtwochen, AuszeichnungChartplatzierungen (Jahr, Titel, Musiklabel, Platzierungen, Wochen, Auszeichnungen, Anmerkungen) | Höchstplatzierung, Gesamtwochen, AuszeichnungChartplatzierungen (Jahr, Titel, Musiklabel, Platzierungen, Wochen, Auszeichnungen, Anmerkungen) | Anmerkungen                        |
| Jahr | Titel Musiklabel            | NL | BEF | Anmerkungen                        |
| ---- | --------------------------- | --- | --- | ---------------------------------- |
| 2022 | Zoë Tauran Universal Music  | NL6 Platin · (18 Wo.)NL | BEF136 (1 Wo.)BEF | Erstveröffentlichung: 26. Mai 2023 |
| 2025 | Turbulentie Universal Music | NL12 Gold · (… Wo.)NL | — | Erstveröffentlichung: 30. Mai 2025 |

### Singles
| Jahr | Titel Album               | Höchstplatzierung, Gesamtwochen, AuszeichnungChartplatzierungen (Jahr, Titel, Album, Platzierungen, Wochen, Auszeichnungen, Anmerkungen) | Höchstplatzierung, Gesamtwochen, AuszeichnungChartplatzierungen (Jahr, Titel, Album, Platzierungen, Wochen, Auszeichnungen, Anmerkungen) | Anmerkungen                                                                     |
| Jahr | Titel Album               | NL | BEF | Anmerkungen                                                                     |
| ---- | ------------------------- | --- | --- | ------------------------------------------------------------------------------- |
| 2022 | Solo Zoë Tauran           | NL26 Platin · (4 Wo.)NL | — | Erstveröffentlichung: 6. Mai 2022 feat. Bilal Wahib                             |
| 2022 | Gebruik me Zoë Tauran     | NL27 Platin · (4 Wo.)NL | — | Erstveröffentlichung: 5. August 2022 feat. Frenna                               |
| 2022 | Adrenaline –              | NL6 Platin · (18 Wo.)NL | BEF8 (24 Wo.)BEF | Erstveröffentlichung: 15. September 2022 mit Kris Kross Amsterdam & Ronnie Flex |
| 2023 | Therapie Zoë Tauran       | NL5 Platin · (16 Wo.)NL | — | Erstveröffentlichung: 20. Januar 2023                                           |
| 2023 | Monster Turbulentie       | NL15 Gold · (7 Wo.)NL | — | Erstveröffentlichung: 27. Oktober 2023                                          |
| 2024 | Alles op gevoel –         | NL9 Platin · (17 Wo.)NL | — | Erstveröffentlichung: 4. Januar 2024 mit Flemming & Ronnie Flex                 |
| 2024 | Stiekem ’24 Turbulentie   | NL— GoldNL | — | Erstveröffentlichung: 10. Mai 2024 feat. Jonna Fraser                           |
| 2024 | Vleugels –                | NL39 (4 Wo.)NL | — | Erstveröffentlichung: 5. September 2024 mit Kris Kross Amsterda & Antoon        |
| 2024 | Je t’aime Parler français | NL21 (14 Wo.)NL | — | Erstveröffentlichung: 8. November 2024 mit Claude                               |